# Meteora
Meteora는 린킨 파크의 두 번째 정규 음반이다. 2003년 3월 25일에 발매되었다. 싱글로는 "Somewhere I Belong", "Numb" 등이 발매되었으며 《Meteora》는 또한 린킨 파크 정규 음반 중 가장 분량이 짧다.
Meteora에 수록된 음악들은 이전 앨범 《Hybrid Theory》보다 큰 변화를 볼 수 있는데, 랩코어 ("Lying From You", "Hit the Floor", "Figure.09"), 힙합 ("Nobody's Listening") 그리고 일렉트로니카 ("Breaking the Habit") 등 큰 영향 받은 것이 주로 이룬다. 또한 음반에 수록된 경음악 "Session"은 2003년 그래미상에서 후보에 오르기도 했으며 음반에서 발매한 싱글들이 대부분 차트 1위에 올랐다.
Meteora는 미국 내에서 1,000만장의 판매고를 기록하였다.

## 수록곡
전체 작사·작곡: 린킨 파크
| #   | 제목               | 재생 시간 |
| --- | ------------------ | --------- |
| 1.  | Foreword           | 0:13      |
| 2.  | Don't Stay         | 3:08      |
| 3.  | Somewhere I Belong | 3:34      |
| 4.  | Lying From You     | 2:55      |
| 5.  | Hit the Floor      | 2:44      |
| 6.  | Easier to Run      | 3:24      |
| 7.  | Faint              | 2:42      |
| 8.  | Figure.09          | 3:17      |
| 9.  | Breaking the Habit | 3:16      |
| 10. | From the Inside    | 2:55      |
| 11. | Nobody's Listening | 2:58      |
| 12. | Session            | 2:24      |
| 13. | Numb               | 3:07      |

#### 아이튠즈 보너스 트랙
1. "Lying from You" (2003년 LPU 투어 라이브) - 3:04
2. "From the Inside" (2003년 LPU 투어 라이브) - 2:55
3. "Easier to Run" (2003년 LPU 투어 라이브) - 3:22

#### 보너스 투어 에디션VCD
1. "Somewhere I Belong" (뮤직비디오)
2. "Faint" (뮤직비디오)
3. "Numb" (뮤직비디오)
4. "Breaking the Habit" (뮤직비디오)

## 스페셜 에디션
Meteora의 스페셜 에디션은 메이킹 필름 DVD이 수록되어 있으며 커버 또한 파란 색이다.

### 수록영상
1. "Intro"
2. "Summer 2001"
3. "Early 2002"
4. "June 2002"
5. "July 2002"
6. "August 2002"
7. "Early October 2002"
8. "Late October 2002"
9. "October 29, 2002"
10. "Early November 2002"
11. "Late November 2002"
12. "December 6, 2002"
13. "December 12, 2002"
14. "2003: Meteora"

## 투어 에디션
Meteora의 투어 에디션은 2개의 디스크의 구성으로 "Somewhere I Belong", "Faint", "Numb", "Breaking the Habit" 뮤직 비디오가 수록된 비디오 CD가 수록되어 있다. 또한 표준 플라스틱 케이스로 되어있다.